# Gloria Jean's Coffees
A Gloria Jean's Coffees (comumente abreviada como Gloria Jean's) é uma marca australiana de cafeterias de varejo com sede em Castle Hill, Sydney. A cadeia é de propriedade do conglomerado multinacional de restaurantes de fast casual Retail Food Group e tem mais de 599 lojas em 40 países, incluindo mais de 140 na Austrália.

## História
A Gloria Jean's Coffees foi fundada por Gloria Jean Kvetko em Long Grove, uma pequena cidade nos arredores da região de Chicago, Illinois, Estados Unidos, em 1979. A marca começou como uma pequena cafeteria e loja de presentes na área de Chicago e cresceu para mais de 50 locais nos Estados Unidos depois que os direitos de franquia foram comprados pela cadeia Coffee People.

### Expansão internacional (1995–2009)
Em 1995, Nabi Saleh e Peter Irvine, ex-diretor administrativo da agência de publicidade DDB Needham, fundaram a Gloria Jean's Coffees Australia e adquiriram os direitos de franquia da Gloria Jean's Coffees na Austrália da proprietária Coffee People.
No final de 1996, a Gloria Jean's Coffees Australia abriu sua primeira cafeteria Gloria Jean's em Westfield Miranda, Sydney, e duas semanas depois outra em Westfield Eastgardens, também em Sydney.
No início de 1998, a Gloria Jean's Coffees Australia franqueou sua primeira loja e, em seis anos, abriu 185 lojas pertencentes e operadas por mais de 100 franqueados.
Em julho de 1999, a Diedrich Coffee adquiriu a Coffee People, proprietária americana da marca Gloria Jean's Coffees.
Em 2003, a Gloria Jean's Coffees Australia abriu uma franquia em Darwin, Território do Norte, tornando a marca disponível em todos os estados e territórios australianos.
Em 2004, a Gloria Jean's Coffees Australia adquiriu os direitos de marca e torrefação para todos os territórios fora dos Estados Unidos da América e Porto Rico da Diedrich Coffee e estabeleceu a Gloria Jean's Coffees International para cuidar das operações de marca e franquia fora da Austrália.

### Consolidação (2009–presente)
A Gloria Jean's Coffees International comprou os direitos de franquia da Gloria Jean's nos Estados Unidos e em Porto Rico da Diedrich Coffee em 2009, dando à empresa direitos exclusivos de franquia em todo o mundo. Como parte do acordo, a Diedrich manteve os direitos de uso da marca Gloria Jean's na América do Norte para operações de atacado de café e cápsulas de café Keurig.
Em 2013, a Yellow Pages Singapore anunciou que compraria as operações australianas e internacionais da Gloria Jean's em um negócio de AU$ 35,6 milhões. Posteriormente, a Yellow Pages Singapore desistiu do negócio e, em 2014, a Gloria Jean's foi comprada pelo Retail Food Group por US$ 163,5 milhões.